# Evropská silnice E68
Evropská silnice E68 je evropskou silnicí 1. třídy. Začíná v maďarském Segedíně a končí v rumunském Brašově. Celá trasa měří 529 kilometrů. Z celkové trasy 529 kilometrů je 52 kilometrů vedených v Maďarsku, zbylých 477 km prochází územím Rumunska.

## Trasa
- Maďarsko
  - Segedín – Makó

- Rumunsko
  - Nădlac – Pecica – Arad – Lipova – Deva – Simeria – Orăștie – Sebeș – Sibiu – Şelimbăr – Brašov

## Galerie

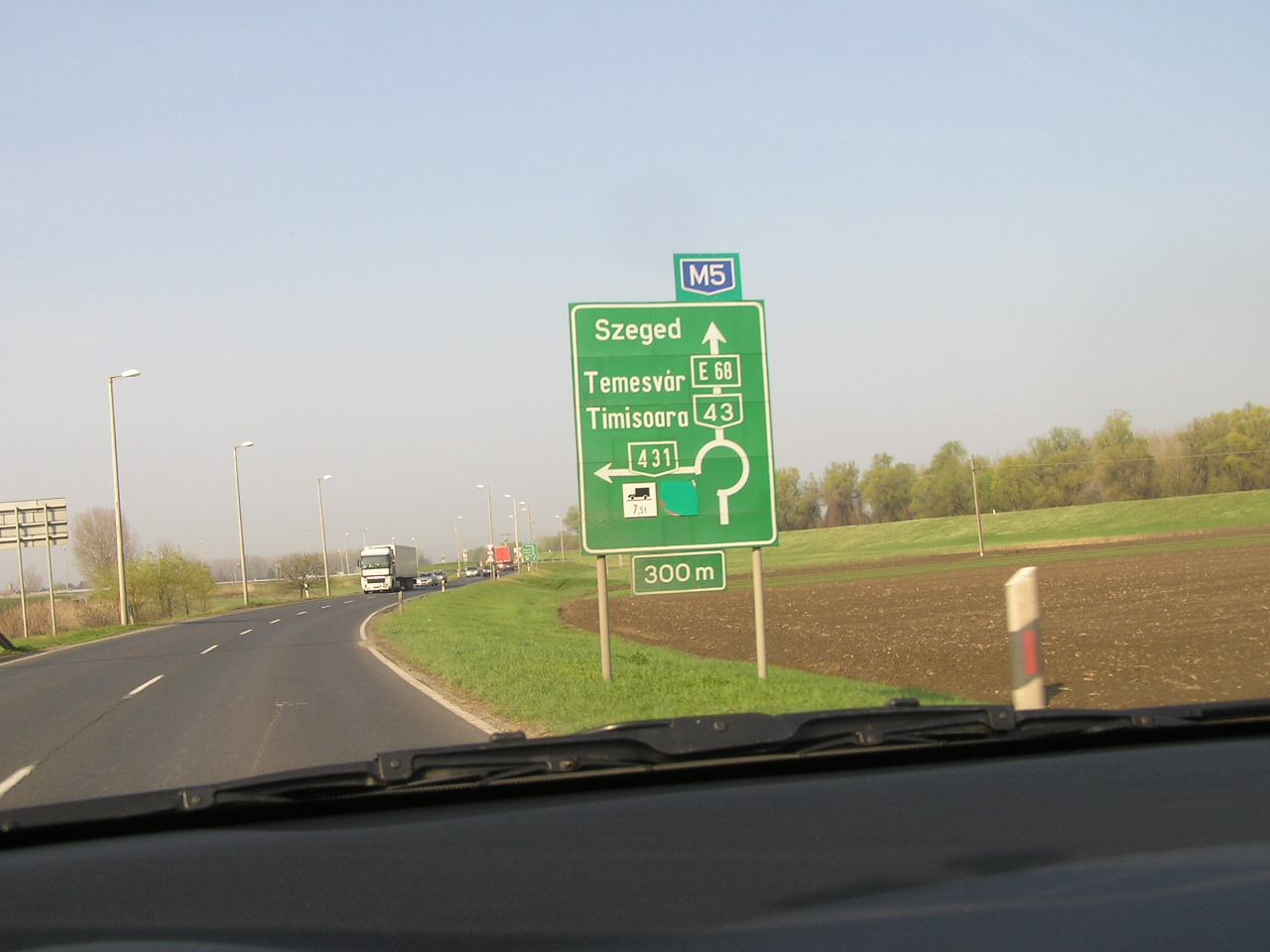
E68 v Maďarsku
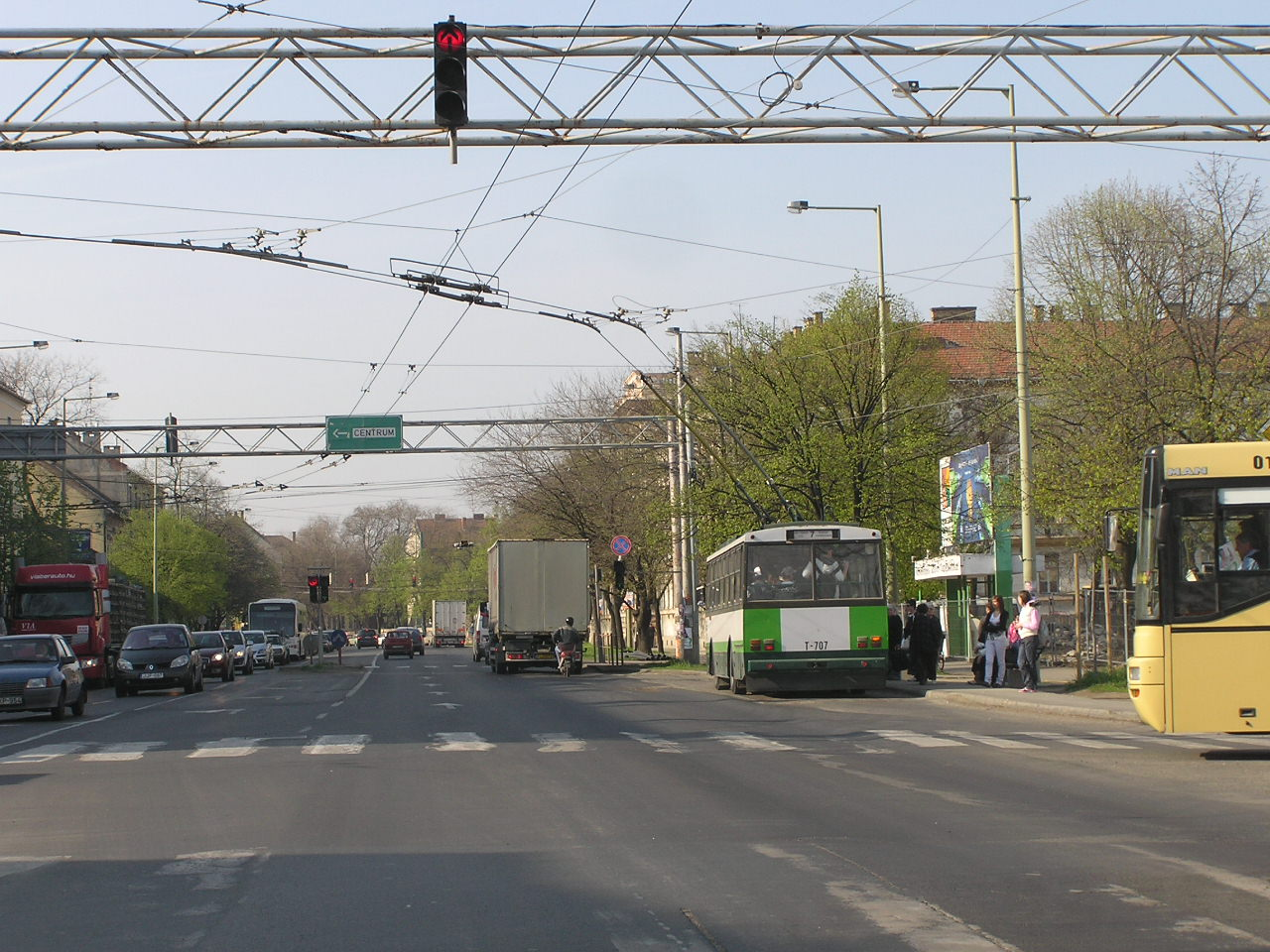
E68 v Segedíně
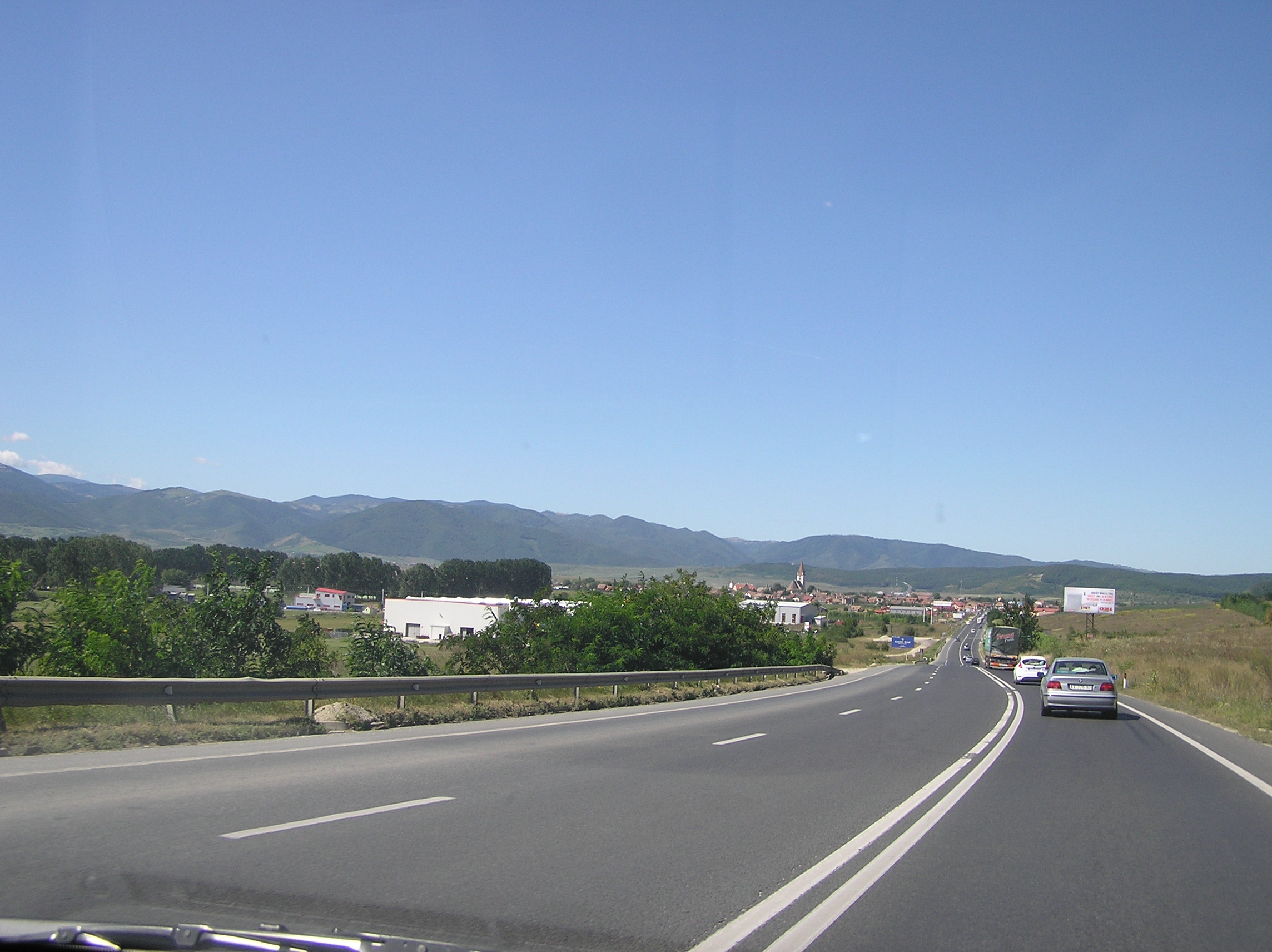
E68
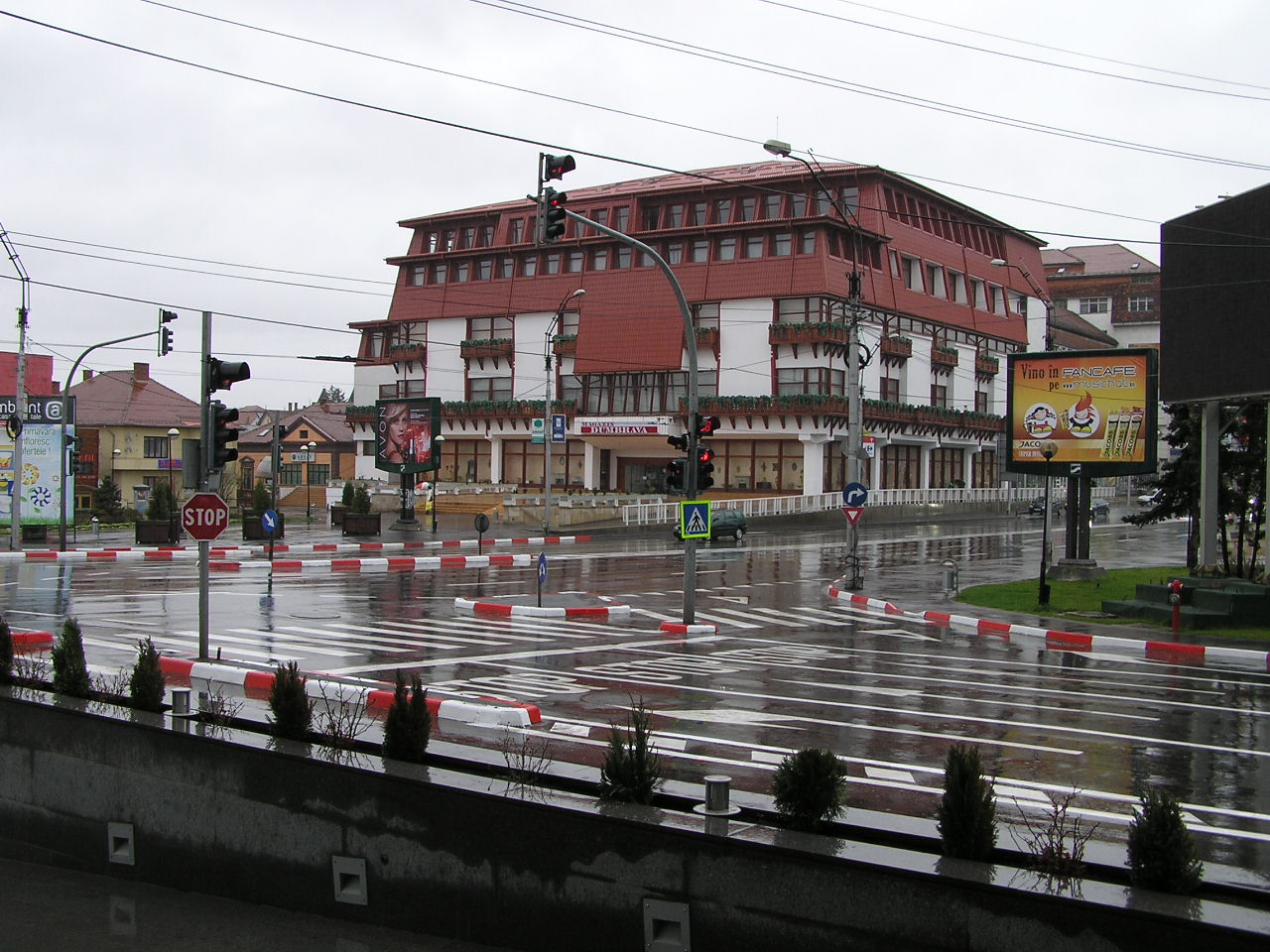
E68
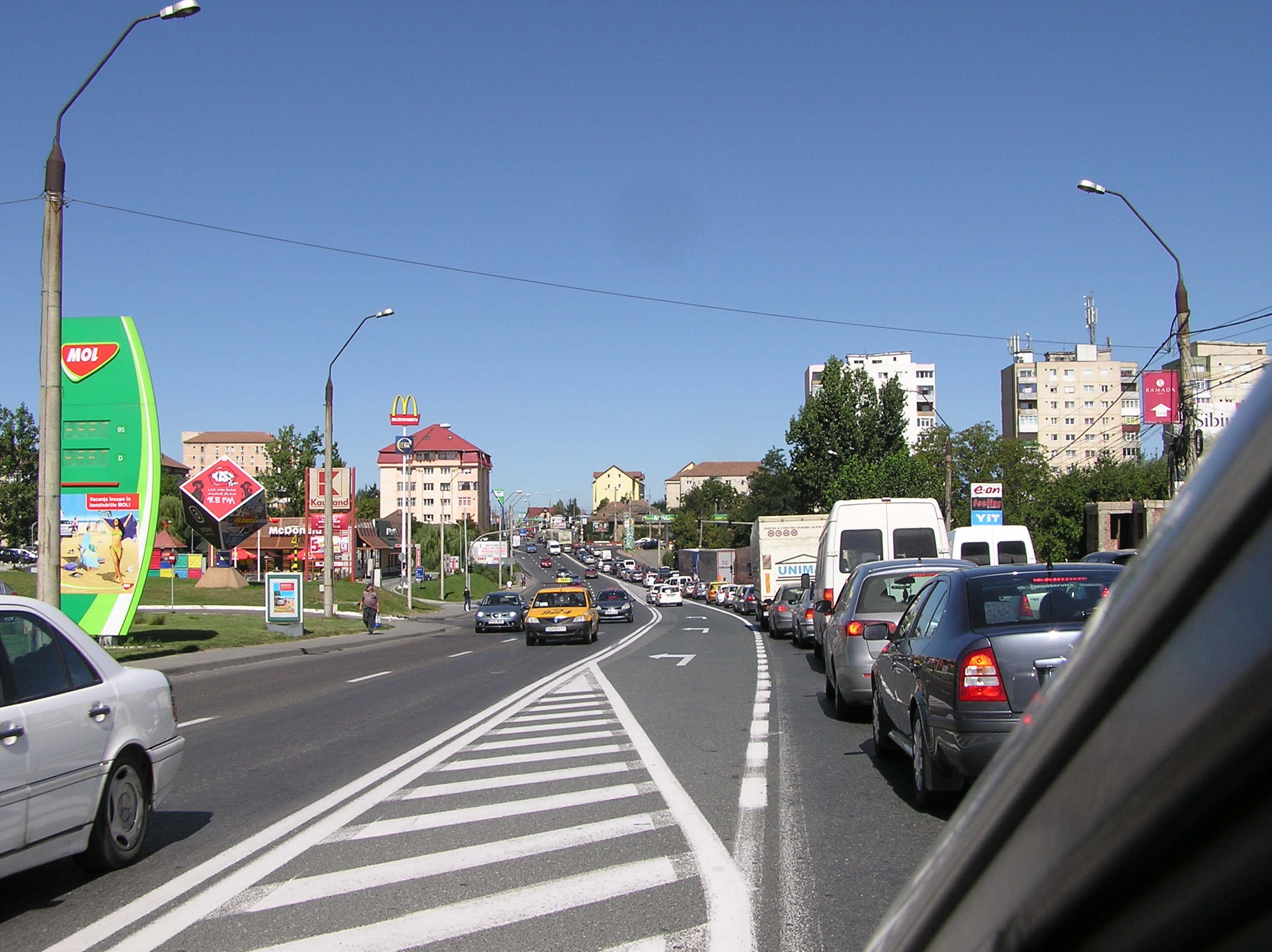
E68